# Natriumformiaat
Natriumformiaat is het natriumzout van mierenzuur en heeft als brutoformule HCOONa. De stof komt voor als witte hygroscopische kristallen, die goed oplosbaar zijn in water.

## Synthese
Natriumformiaat wordt bereid op verschillende manieren. De meest voor de hand liggende zijn de reactie van natriumhydroxide of natriumcarbonaat met mierenzuur:
{\displaystyle {\ce {HCOOH + NaOH -> HCOONa + H2O}}}
{\displaystyle {\ce {2HCOOH + Na2CO3 -> 2HCOONa + H2O + CO2}}}
Daarnaast kan het bereid worden door reactie van natriumhydroxide met koolstofmonoxide bij 210°C en onder hoge druk:
{\displaystyle {\ce {NaOH + CO -> HCOONa}}}
Door reactie van chloroform met natriumhydroxide ontstaat naast natriumformiaat ook natriumchloride:
{\displaystyle {\ce {4NaOH + CHCl3 -> HCOONa + 3NaCl + 2H2O}}}
De reactie met chloraalhydraat en natriumhydroxide is een vergelijkbare reactie:
{\displaystyle {\ce {NaOH + Cl3CCH(OH)2 -> CHCl3 + HCOONa + H2O}}}
Deze methode is gemakkelijker, doordat het ontstane chloroform slecht oplosbaar is in water en gemakkelijk kan worden afgescheiden. Bovendien ontstaat ook geen natriumchloride, zodat een extra scheiding van twee natriumzouten niet nodig is.

## Kristalstructuur en eigenschappen
Natriumformiaat kristalliseert uit in het monoklien kristalstelsel. Het behoort tot ruimtegroep C21/n en de parameters van de eenheidscel zijn:
- a = 619 pm
- b = 672 pm
- c = 649 pm
- β = 121,7°

## Toepassingen
Natriumformiaat wordt gebruikt in tal van kleur- en printprocessen voor textiel. Het wordt ook aangewend als buffer voor sterke anorganische zuren, om hun pH te laten toenemen. Natriumformiaat is ook een voedingsadditief en draagt E-nummer E237.
Natriumformiaat wordt ook gebruikt om met zwavelzuur omgezet te worden in mierenzuur:
{\displaystyle {\ce {2HCOONa + H2SO4 -> 2HCOOH + Na2SO4}}}
Het wordt ook gebruikt bij de synthese van oxaalzuur.